# آغمیون
آغمیون یا آغمیان یکی از روستاهای شهرستان سرآب در استان آذربایجان شرقی ایران می‌باشد. آغمیون مرکز دهستان آغمیون در بخش مرکزی شهرستان سرآب است.
بر اساس سرشماری سال ۱۳۸۵، این روستا ۱٬۴۹۳ نفر (۳۹۵ خانوار) جمعیت دارد.
ارتفاع آغمیون از سطح دریا ۱٬۸۰۰ متر است.